# 细叶沙参
细叶沙参（学名：Adenophora paniculata）是桔梗科沙参属的植物，是中国的特有植物。分布于中国大陆的山东、河南、陕西、内蒙古、山西、河北等地，生长于海拔1,100米至2,800米的地区，见于山坡草地，目前尚未由人工引种栽培。

## 别名
紫沙参（中国高等植物图鉴）

## 异名
- Adenophora paniculata Nannf. var. dentata Y. Z. Zhao
- Adenophora paniculata Nannf. var. petiolata Y. Z. Zhao